# 島本信二
島本 信二（しまもと しんじ、1880年12月2日 - 1927年12月31日）は、日本の政治家。衆議院議員（2期）。

## 経歴
熊本県出身。慶應義塾大学で学び、アメリカへ留学する。帰国後、熊本県会議員となる。
1920年の第14回衆議院議員総選挙において熊本6区から立憲政友会公認で立候補して当選する。1924年の第15回衆議院議員総選挙では政友本党公認で立候補して再選した。のち政友会に戻り、衆議院議員を2期務めた。1927年在職中に死去した。